# Pic de Sobremonestero
El Pic de Sobremonestero és una muntanya de 2.879,6 metres d'altitud situada en el límit dels termes municipals de la Torre de Cabdella (en el seu terme primitiu), del Pallars Jussà, i Espot, del Pallars Sobirà. És el cim més significatiu de la serra de Sobremonestero.
Forma part de la carena que delimita tot el sector nord del terme municipal de la Torre de Cabdella, amb muntanyes que s'aproximen als 3.000 metres. És al nord-oest del Pic de Mar i al sud-est del Pic Morto. Té al seu sud-oest la zona lacustre a l'entorn de l'Estany Gento, amb els estanys Morto, de Cubieso i de Castieso.